# Coefficiente di effetto utile
Il coefficiente di effetto utile è utilizzato per misurare la "bontà" dei cicli termodinamici inversi, il cui scopo sia la sottrazione di energia da una sorgente fredda a temperatura T0 (cicli frigoriferi) oppure la cessione di calore ad una sorgente calda a temperatura T1 > T0 (cicli a pompa di calore); esso non costituisce un rendimento, essendo sempre maggiore di uno, mentre il rendimento è una percentuale di utilizzo dei fattori di input.
Il coefficiente di effetto utile ε per un ciclo inverso di tipo frigorifero è indicato dal rapporto fra il calore, per unità di massa di fluido operativo, sottratto alla sorgente a temperatura inferiore (positivo in quanto assorbito dal sistema a spese dell'ambiente esterno) e il valore assoluto del lavoro speso per fare ciò (che, senza il modulo, sarebbe altrimenti negativo in quanto compiuto dall'ambiente sul sistema):
{\displaystyle \xi ={\frac {Q_{0}}{\left|L\right|}}}
Nella pratica tecnica, tale coefficiente ε è solitamente chiamato E.E.R., acronimo di Energy Efficiency Ratio, in Italiano "Coefficiente (rapporto) di efficienza energetica".
Come conseguenza del primo principio della termodinamica si può ricavare una relazione tra il coefficiente di effetto utile e il coefficiente di prestazione: COP =ξ + 1

Inoltre, tale principio permette di scrivere che |L| = h2 - h1 e che Q0 = h1 - h4, quindi:

{\displaystyle \xi ={\frac {Q_{0}}{|L|}}={\frac {h_{1}-h_{4}}{h_{2}-h_{1}}}}
Per il ciclo di Carnot l'εc è esprimibile in funzione della temperatura:
{\displaystyle \xi _{c}={\frac {Q_{0}}{\left|L\right|}}={\frac {Q_{0}}{\left|Q_{1}\right|-Q_{0}}}={\frac {\left|T_{0}\right|}{\left|T_{1}\right|-T_{0}}}}
Parimenti, il coefficiente di effetto utile ε' per un ciclo inverso di tipo pompa di calore è indicato dal rapporto fra il valore assoluto del calore, per unità di massa di fluido operativo, ceduto alla sorgente a temperatura superiore (negativo senza il modulo in quanto ceduto dal sistema all'ambiente esterno) e il lavoro speso per fare ciò:
{\displaystyle \xi '={\frac {\left|Q_{1}\right|}{\left|L\right|}}}
Nella pratica tecnica, tale coefficiente ε' è solitamente chiamato COP, acronimo di Coefficient of Performance, in italiano "coefficiente di prestazione".
{\displaystyle \xi '={\frac {\left|Q_{1}\right|}{\left|L\right|}}=COP}